# Andreas Horvath

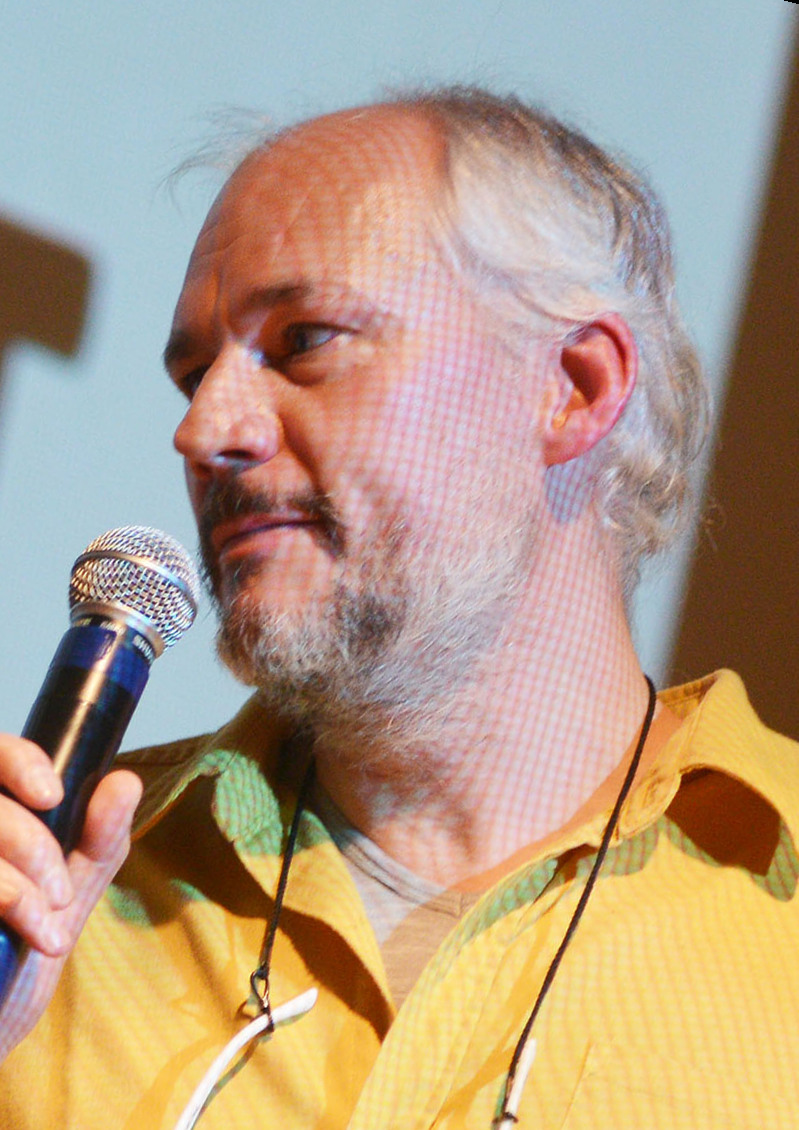
Andreas Horvath, 2015

Andreas Horvath (* 25. August 1968 in Salzburg) ist ein österreichischer Fotograf und Filmemacher.

## Leben
Andreas Horvath studierte Fotografie an der Graphischen Bundes-Lehr- und Versuchsanstalt in Wien und MultiMediaArt an der Fachhochschule Salzburg. Seine Dokumentarfilme liefen auf zahlreichen Festivals, u. a. Internationales Filmfestival von Locarno, International Documentary Film Festival Amsterdam, London Film Festival, Visions du Réel, San Francisco International Film Festival.
2004 erhielt sein Film This ain’t no Heartland den Grand Prix beim Chicago International Documentary Festival. Der Film schildert die Atmosphäre im amerikanischen Mittelwesten zu Beginn des Irakkriegs 2003. Die Juryentscheidung war umstritten, da sich einer der Juroren der Stimme enthielt. Die Reaktionen auf den Film fielen gemischt aus: This ain’t no Heartland wurde mit Fargo und Fahrenheit 9/11 verglichen. Die New York Times nannte den Film zwar „grimmig lustig“ (“grimly funny”), unterstellte dem Filmemacher aber auch Polemik. Jonathan Rosenbaum vom Chicago Reader bezeichnete den Film als „verstörend“ (“disturbing”). Der Filmkritiker David Sterritt der US-amerikanischen Tageszeitung The Christian Science Monitor bezeichnete den Film als „dringendsten und alarmierendsten Weckruf“ (“the most urgent and alarming wake-up call”) und verteidigte ihn auf Fox News. In Österreich wurde This ain’t no Heartland weder auf der Diagonale noch auf der Viennale gezeigt.
2007 und 2008 drehte Horvath mehrere Musikvideos der britischen Songwriterin Sarah Nixey (ursprünglich Sängerin der englischen Band Black Box Recorder).
Horvaths zweiter abendfüllender Dokumentarfilm Arab Attraction (2010) entstand in Zusammenarbeit mit Monika Muskała. Er handelt von Barbara Wally, der Kunsthistorikerin, Feministin und ehemaligen Direktorin der Internationalen Sommerakademie für Bildende Kunst Salzburg, die kurz vor ihrer Pensionierung einen Jemeniten heiratete und zum Islam konvertierte.
2010 erhielt Horvath beim Heimatfilmfestival den Würdigungspreis der Stadt Freistadt, 2013 den Outstanding Artist Award des österreichischen Bundesministeriums für Unterricht, Kunst und Kultur.
Horvaths dritter abendfüllender Film Earth’s Golden Playground behandelt den neuen Goldrausch in Dawson City, Yukon. Er wurde 2014 mit dem Max-Ophüls-Preis ausgezeichnet.
Im September 2015 feierte Horvaths abendfüllender Dokumentarfilm Helmut Berger, Actor Premiere beim Filmfestival Venedig. Die Aufführungen des Films, in dem Helmut Berger in einer Szene vor laufender Kamera masturbiert, hatten für Berger sowohl die Trennung von Florian Wess zur Folge, als auch eine durch seine Gattin Francesca Guidato eingebrachte Anzeige wegen Bigamie. In der Dezember-Ausgabe der Zeitschrift Artforum wurde Helmut Berger, Actor vom US-amerikanischen Regisseur John Waters noch vor Filmen wie Carol (Todd Haynes), Cinderella (Kenneth Branagh) oder Mad Max: Fury Road (George Miller) zum „besten, vielleicht aber auch zugleich schlechtesten Film des Jahres 2015“ gekürt. Waters schrieb in seiner Begründung: “The rules of documentary access are permanently fractured here when our featured attraction takes off all his clothes on camera, masturbates, and actually ejaculates” (deutsch: „Die Regeln des dokumentarischen Zugangs werden permanent gebrochen, wenn die dargestellte Attraktion sich vor der Kamera aller Kleider entledigt, masturbiert und tatsächlich ejakuliert“). Berger distanzierte sich später von der Zusammenarbeit mit Horvath und verklagte ihn wegen Rufschädigung auf Schadensersatz, da er zum Zeitpunkt des Einverständnisses zum Film nicht geschäftsfähig gewesen sei. Die Klage wurde im August 2020 abgewiesen.
Horvaths erste Spielfilmarbeit Lillian wurde im Mai 2019 anlässlich der Filmfestspiele in Cannes im Rahmen der Reihe Quinzaine des Réalisateurs vorgestellt und war für die Caméra d’Or nominiert. Der von Ulrich Seidl produzierte Streifen ist inspiriert von der wahren Geschichte der Lillian Alling, einer emigrierten Russin, die 1927 von New York aus aufbrach, um zu Fuß den nordamerikanischen Kontinent zu überqueren und über die Beringstrasse zurück nach Russland zu gehen. In der fast ausnahmslos stummen Hauptrolle ist die polnische Newcomerin Patrycja Planik zu sehen.

## Fotobücher
- Cowboys and Indians (Edition S, Wien 1993, ISBN 3-7046-0358-9)
- Jakutien – Sibirien von Sibirien (Benteli, Bern 2003, ISBN 3-7165-1295-8)
- Heartlands – Sketches of Rural America (Fotohof, Salzburg 2007, ISBN 978-3-901756-90-0)

## Filmografie
- 1995: Wienzeile (Serie von sechs Werbespots für die Zeitschrift Wienzeile)
- 1998: Clearance (Kurzfilm, 17 min.)
- 1999: Adam und Eva (AIDS Public Awareness Kinospot, 1 min.)
- 1999: Poroerotus (Dokumentarfilm, 45 min.)
- 2002: The Silence of Green (Dokumentarfilm, 48 min.)
- 2004: This ain't no Heartland (Dokumentarfilm, 105 min.)
- 2006: Views of a Retired Night Porter (Dokumentarfilm, 38 min.)
- 2009: The Passion According to the Polish Community of Pruchnik (Dokumentarfilm, 30 min.)
- 2010: Arab Attraction (Dokumentarfilm, 118 min.)
- 2011: Postcard from Somova, Romania (Dokumentarfilm, 20 min.)
- 2013: Earth´s Golden Playground (Dokumentarfilm, 106 min.)
- 2015: Helmut Berger, Actor (Dokumentarfilm, 90 min.)
- 2019: Lillian (Spielfilm, 128 min.)
- 2022: Zoo Lock Down (Dokumentarfilm, 73 min.)[11]

## Auszeichnungen
- 2000 – Erster Preis für Clearance Banale (Graz)
- 2002 – Special Mention für The Silence of Green Visions du Réel (Nyon)
- 2002 – Special Mention für The Silence of Green Cine Eco (Seia, Portugal)
- 2002 – Second Prize für The Silence of Green Black Maria Film Festival (New York)
- 2004 – Grand Prix für This ain´t no Heartland Chicago International Documentary Festival
- 2004 – Best Documentary für This ain´t no Heartland L´Alternativa (Barcelona)
- 2006 – Best Documentary Short für Views of a Retired Night Porter Internationales Filmfestival Karlovy Vary
- 2010 – Würdigungspreis der Stadt Freistadt Heimatfilmfestival
- 2013 – Outstanding Artist Award für Film des österreichischen Bundesministeriums für Unterricht, Kunst und Kultur
- 2014 – Max Ophüls Preis für den besten Dokumentarfilm für Earth´s Golden Playground[12]
- 2016 – Diagonale-Preis in der Kategorie Beste künstlerische Montage Dokumentarfilm für Helmut Berger, Actor